# Монтазола
Монтазола (итал. Montasola) је насеље у Италији у округу Ријети, региону Лацио.
Према процени из 2011. у насељу је живело 79 становника. Насеље се налази на надморској висини од 575 м.

## Становништво
Према резултатима пописа становништва 2011. у општини је живело 403 становника.
| 1931. | 1936. | 1951. | 1961. | 1971. | 1981. | 1991. | 2001. | 2011. |
| ----- | ----- | ----- | ----- | ----- | ----- | ----- | ----- | ----- |
| 682   | 662   | 635   | 545   | 334   | 398   | 380   | 368   | 403   |